# 洛斯纳瓦尔莫拉莱斯
洛斯纳瓦尔莫拉莱斯，是西班牙卡斯蒂利亚-拉曼恰托莱多省的一个市镇。总面积105平方公里，总人口2654人（2001年），人口密度25人/平方公里。